# Zhou Shen

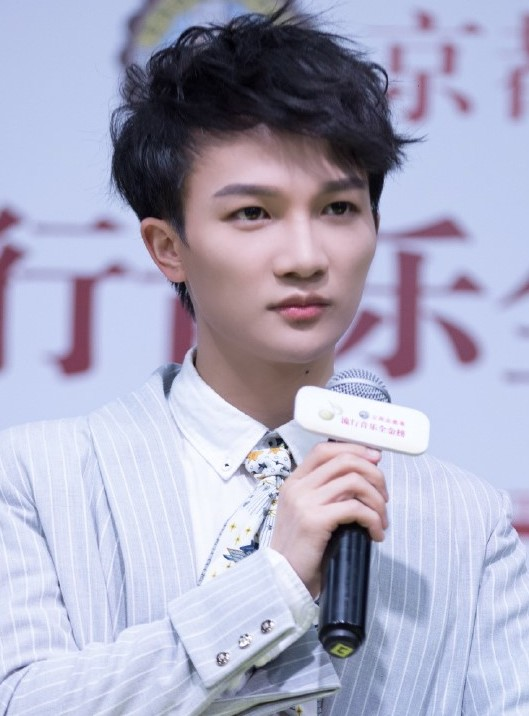
Zhou Shen (Charlie), Pressekonferenz von Global Chinese Golden Chart Awards, Beijing 2019

Zhou Shen (chinesisch 周深; pinyin: Zhōu Shēn; westlicher Name: Charlie; * 29. September 1992 in Shaoyang, Provinz Hunan) ist ein chinesischer Sänger.
In China bekannt geworden ist er neben der Teilnahme an verschiedenen Fernseh- und Musikshows (insbesondere The Voice of China) und mit der Veröffentlichung von zahlreichen Original-Soundtracks (OST) für Film und Fernsehen.
Bis heute hat er über 200 Solo-Studiosongs und mehr als 100 Live-Songs veröffentlicht und über 100 verschiedene Auszeichnungen und Preise verliehen bekommen. Am bekanntesten ist sein Song Big Fish (大鱼), die Titelmusik für den Film „Big Fish & Begonia – Zwei Welten, ein Schicksal“.
Im Jahr 2024 gewann er u. a. die Auszeichnung „Bester Sänger des Jahres“ von Tencent Music 2024 und „Mainland Male Singer of the Year 2024“ beim Weibo Music Festival. Auf Tik Tok und Youtube sind zahlreiche Reactions-Videos über ihn zu finden.

## Leben
Zhou Shen verbrachte seine ersten Lebensjahre mit seiner 5 Jahre älteren Schwester bei den Großeltern in einem kleinen Dorf, während seine Eltern den Lebensunterhalt in den Stadt verdienten. Während seiner Grundschulzeit zog er mit seinen Eltern und seiner Schwester nach Guiyang, Provinz Guizhou. Nach dem Abitur begann er ein Medizinstudium in der Ukraine, um auf Wunsch seiner Eltern Zahnarzt zu werden. Aufgrund von Sprachbarrieren gab er das Medizinstudium nach einem Jahr auf und wechselte an die Lviv National Academy of Arts, um Belcanto zu studieren. Das Studium schloss er 2016 ab.
Bereits während seiner Schulzeit sang Zhou Shen im Schulchor. Allerdings veränderte sich seine Stimme in der Pubertät nicht wesentlich, so dass seine Gesangstimme vom Timbre her einer Mischung aus einer weiblichen Stimme und einer Kinderstimme ähnelt. Für seine Stimme wurde er oft gehänselt, so dass er jahrelang nicht mehr vor seinen Mitschüler gesungen hat.

### Erste Erfolge als Internet-Sänger
2010 begann Zhou im Internet auf einer Sprachplattform zu singen, ließ aber nur seine Stimme hören, ohne sich im Video zu zeigen. Unter dem Künstlernamen „卡布叻 (Kǎ bù lè)“ hat er zahlreiche Songs gecovert und auch verschiedene Preise, u. a. „The New Voice of Network 2012“. gewonnen. Aus dieser Zeit stammt auch sein Cover von „Let it go“ in neun verschiedenen Sprachen.

### 2014 Debüt bei „The Voice of China“
Eine Mitarbeiterin von „The Voice of China“ wurde in dieser Zeit auf ihn aufmerksam und lud ihn mehrfach zur „Blind Audition“ ein. Doch Zhou Shen scheute lange die Öffentlichkeit, da er aufgrund seiner Erfahrung aus seiner Schulzeit Angst hatte, vor ein Publikum aufzutreten. Nachdem er die Teilnahme an der 1. und 2. Staffel abgelehnt hatte, überzeugte ihn letztendlich die Hartnäckigkeit der Mitarbeiterin, an der 3. Staffel der Casting-Show teilzunehmen. Bei seinem Auftritt überraschte Zhou Shen die Coaches mit seiner hohen Stimme, hinter der sie eine weibliche Sängerin vermutet hatten.
Nach seinem Auftritt wurde der Musiker und Produzent Gao Xiaosong auf Zhou Shen aufmerksam. Er komponierte und produzierte Zhou Shens Debüt-Single „The Rose and the Deer“ (玫瑰與小鹿). Zhou Shen erhielt dafür zwei Auszeichnungen.

### 2017 Das Debütalbum
Aus der Zusammenarbeit mit Gao Xiaosong als Komponist, Produzent und Geldgeber entstand sein Debüt-Album (深的深 shēn de shēn), das im November 2017 veröffentlicht wurde. Dafür erhielt Zhou Shen drei Auszeichnungen.

### Der Karriere-Durchbruch bei „Singer 2020“
Seinen endgültigen Durchbruch in der chinesischen Musikwelt hatte er mit seiner Teilnahme an der Musiksendung „Singer 2020“.Obwohl er bei diesem Gesangswettbewerb überzeugen konnte, schied er im Finale aus. Aber durch seine vielseitigen und spektakulären Auftritte in der Sendung war sein Bekanntheitsgrad enorm gewachsen. Vor allem seine Coverversion von „Dalabengba“ wurde von den Zuschauern auf den 1. Platz in Episode 8 gewählt. Dalabengba war ursprünglich ein Lied von ein Vocaloid names Luotianyi, d. h. der Gesang wurde künstlich erzeugt. Zhou Shen performte das Lied live und sang dabei alle fünf verschiedenen Stimmen selbst.

### 2020 Gründung seines eigenen Studios
Nachdem sein Vertrag mit seiner alten Agentur ausgelaufen war, gründete er im Juni 2020 sein eigenes Unternehmen namens „Zhou Shen Studios“ in Shanghai.

## Auszeichnungen und Rekorde
Zhou Shen gewann den People’s Choice Male Singer und Most Improved Artist des ERC Chinese Top Ten Awards 2017 bzw. 2018, den Best Greater China Act des MTV Europe Music Awards 2019. 2020 wurde Zhou Shen von der Zeitschrift Forbes auf Platz 42 der 100 berühmtesten Chinesen geführt. 2021 wurde er zum "Besten männlicher Sänger des Jahres auf dem Festland"von Tencent Music Entertainment gewählt. Zhou Shen gewann 2019 den Best Greater China Act des MTV Europe Music Awards 2019 und die Auszeichnung Bester männlicher Sänger des Jahres auf dem Festland 2021 von Tencent Music Entertainment. Am 18. Januar 2023 gewann Zhou Shen beim alljährlichen Weibo Music Festival die Auszeichnung „herausragender Sänger des Jahres 2022“. In der Jahresauswertung 2022 von Tencent für das Jahr 2021 ist Zhou Shen mit den meistens Songs und Nummer-eins-Songs in den Top-10-Charts vertreten. Im April 2023 bekam er für die Musik von insgesamt 26 Filme die Auszeichnung „2022-2023 Movie Channel M List and China Movie Big Data Ceremony Outstanding Film Musician of the Year“.
Im Juli 2023 erhielt Zhou Shen bei den 4.Tencent Music Entertainment Awards den Preis „Most Influential Mainland Male Singer of the Year“ und für seinen Song" Worry-free When Blossom" den Preis „Top Consecutive Hit Song of the Year“
Im Jahr 2024 gewann er u. a. die Auszeichnung „Sänger des Jahres 2023“ in den Tencent Music Charts sowie „Sänger des Film- und Fernsehmusikfestivals 2024“ und „Bester Sänger des Jahres“ von Tencent Music.

## Diskographie
Bisher hat Zhou Shen zwei Studioalbum, ein Livealbum, eine EP und mehr als 200 Studio-Singles veröffentlicht. In Fernsehsendungen und auf Internet-Portalen hat er darüber hinaus mehr als 100 Live-Songs gesungen, sodass insgesamt mehr als 300 Songs offiziell auf Musikplattformen veröffentlicht wurden.

## Live-Performance/Tournee
Seine ersten Solo-Tournee-Erfahrungen sammelte er mit Shen Space (深空间) im Mai und Juni 2018 sowie im Januar, Juni und Juli 2019. Eine weitere Konzerttournee C-929 Planet (C-929星球) fand von November 2019 bis Januar 2020 statt.
Im Mai 2024 startete seine dritte Tournee 2024 Zhou Shen 9.29Hz Tour Concert. Er ist damit der jüngste Sänger, der in China auf Stadion-Tour gegangen ist. Nach seiner darauffolgenden ausverkauften Welttournee startete er im Mai 2025 erneut eine Stadion-Tournee in den größeren Städten in China.